# Horsham (Wiktoria)

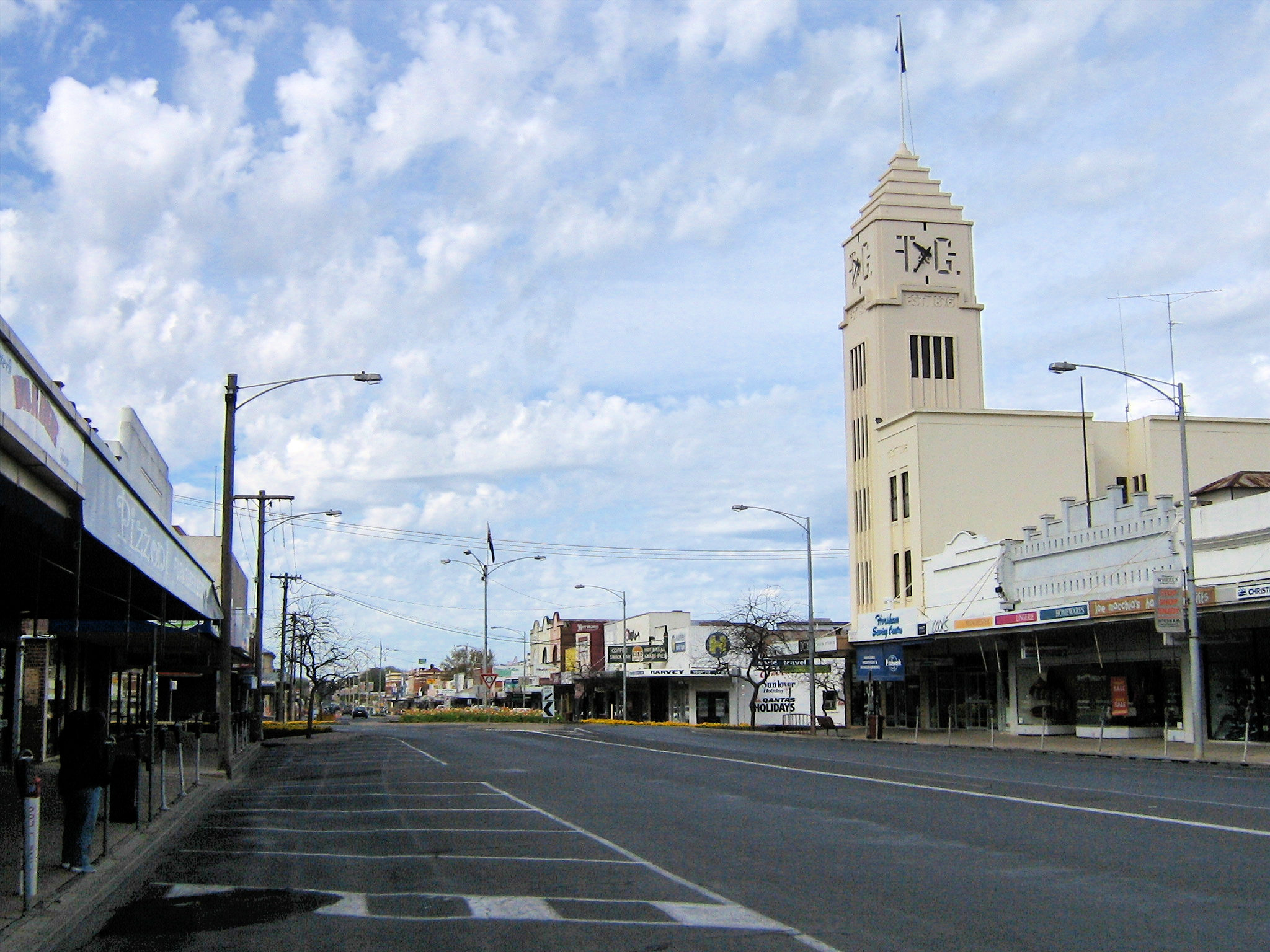
Główna ulica Horsham

Horsham – miasto w Australii, w stanie Wiktoria w regionie Wimmera, położone ok. 300 kilometrów (190 mil) na północny zachód od Melbourne. W 2006 roku miasto liczyło 14 125 mieszkańców. Przez miasto przebiega autostrada Western Highway, łącząca Melbourne z Adelaide.
Horsham wygrało konkurs Australia's Tidiest Town 2001, mimo dziesięcioletniej suszy w tym obszarze.
Horsham jest głównym centrum administracyjnym i najludniejszym miastem gminy Horsham.